# 若木進一
若木 進一（わかぎ しんいち、1958年3月5日 - ）は、千葉県出身のプロゴルファー。

## 来歴
1981年のプロテストにトップで合格し、美津濃プロ新人戦では上西博昭・高橋完に次ぐ3位に入り、1982年のプロ入り後は尾崎将司率いるジャンボ軍団の一員として数々の国内ツアーに参戦。
1988年の千葉オープンでは初日を塩田昌宏・上原忠明と共に69をマークし、6位タイでスタートした。
1992年の日本プロでは初日に18番パー5でツアーでは自身初のイーグルを記録するなど、4アンダー68をマーク。倉本昌弘・山本善隆と過去の優勝経験者と並んで首位に立ち、首位と1打差の4位タイに着けた宮下稔と共に、無名ながら上位に名前を連ねた。
1993年の茨城オープンでは比嘉勉・白浜育男・須藤聡明・新関善美と並んでの5位タイに入り、1998年の三菱ギャラントーナメントを最後にレギュラーツアーから引退。
2005年からは印旛郡酒々井町のゴルフ練習場「ザ・ゴルファン」ティーチングプロに就任し、実践に即した指導力に幅広い年齢層から支持され、500人以上のゴルファーのステップアップを成功させている。

## 主な優勝
- 1990年 - KPGAトーナメント（春）